# Jan Oblak
Jan Oblak (sinh ngày 7 tháng 1 năm 1993) là một cầu thủ bóng đá chuyên nghiệp người Slovenia hiện đang thi đấu ở vị trí thủ môn cho câu lạc bộ La Liga Atlético Madrid và là đội trưởng của đội tuyển bóng đá quốc gia Slovenia.
Oblak ký hợp đồng chuyên nghiệp với câu lạc bộ Benfica của Bồ Đào Nha khi anh 17 tuổi, và là thành viên trong đội hình giành cú ăn 3 ở mùa giải 2013–14. Sau đó, anh chuyển tới Atlético Madrid với mức phí 16 triệu €, trở thành thủ thành đắt giá nhất lịch sử La Liga. Mùa giải 2015–16, anh giành danh hiệu Ricardo Zamora dành cho thủ môn xuất sắc nhất, với việc chỉ để thủng lưới 18 bàn trong suốt mùa giải. Anh tiếp tục giành giải thưởng này trong ba mùa giải tiếp theo. Oblak cũng được đề cử cho giải thưởng Quả bóng vàng năm 2017 và 2018 sau những màn trình diễn cực hay ở câu lạc bộ.
Oblak có trận ra mắt đội tuyển quốc gia Slovenia vào năm 2012.

## Sự nghiệp quốc tế
Oblak có lần đầu tiên được gọi vào đội tuyển U21 Slovenia tháng 8 năm 2009 để thay thế cho Jan Koprivec đang bị chấn thương. Anh ra mắt vào ngày 9 tháng 9 năm đó, trong trận đấu với U21 Pháp.
Ngày 11 tháng 9 năm 2012, Oblak có lần ra sân đầu tiên cho đội tuyển quốc gia khi bắt chính trong trận thua 2–1 trên sân khách trước Na Uy ở vòng loại FIFA World Cup 2014.
Anh trở thành sự lựa chọn hàng đầu của Slovenia sau khi Samir Handanović từ giã đội tuyển vào cuối năm 2015. Tuy nhiên, anh không tham dự UEFA Nations League 2018–19 do chấn thương cánh tay.
Ngày 6 tháng 9 năm 2019, Oblak lần đầu tiên được đeo băng đội trưởng của Slovenia.

## Đời tư
Oblak có cha là người Slovenia và mẹ là người Serbia ở Bosnia. Chị gái của anh, Teja Oblak (sinh năm 1990) là một cầu thủ bóng rổ chuyên nghiệp. Teja từng thi đấu tại nhiều quốc gia từ Slovenia tới Hungary, Slovakia, Ba Lan và Cộng hoà Séc.

## Thống kê sự nghiệp

### Câu lạc bộ
Tính đến 22 tháng 5 năm 2021
| Câu lạc bộ          | Mùa giải            | Giải đấu            | Giải đấu | Giải đấu | Cúp quốc gia | Cúp quốc gia | Cúp liên đoàn | Cúp liên đoàn | Châu Âu | Châu Âu | Khác | Khác | Tổng cộng | Tổng cộng |
| Câu lạc bộ          | Mùa giải            | Hạng                | Trận     | Bàn      | Trận         | Bàn          | Trận          | Bàn           | Trận    | Bàn     | Trận | Bàn  | Trận      | Bàn       |
| ------------------- | ------------------- | ------------------- | -------- | -------- | ------------ | ------------ | ------------- | ------------- | ------- | ------- | ---- | ---- | --------- | --------- |
| Olimpija            | 2008–09             | 2. SNL              | 1        | 0        | 0            | 0            | —             | —             | —       | —       | —    | —    | 1         | 0         |
| Olimpija            | 2009–10             | 1. SNL              | 33       | 0        | 0            | 0            | —             | —             | —       | —       | —    | —    | 33        | 0         |
| Olimpija            | Tổng cộng           | Tổng cộng           | 34       | 0        | 0            | 0            | —             | —             | —       | —       | —    | —    | 34        | 0         |
| Beira-Mar (mượn)    | 2010–11             | Primeira Liga       | 0        | 0        | 2            | 0            | 0             | 0             | —       | —       | —    | —    | 2         | 0         |
| Olhanense (mượn)    | 2010–11             | Primeira Liga       | 0        | 0        | 0            | 0            | 0             | 0             | —       | —       | —    | —    | 0         | 0         |
| União Leiria (mượn) | 2011–12             | Primeira Liga       | 16       | 0        | 1            | 0            | 0             | 0             | —       | —       | —    | —    | 17        | 0         |
| Rio Ave (mượn)      | 2012–13             | Primeira Liga       | 28       | 0        | 0            | 0            | 3             | 0             | —       | —       | —    | —    | 31        | 0         |
| Benfica             | 2013–14             | Primeira Liga       | 16       | 0        | 2            | 0            | 3             | 0             | 4       | 0       | —    | —    | 25        | 0         |
| Atlético Madrid     | 2014–15             | La Liga             | 11       | 0        | 6            | 0            | —             | —             | 4       | 0       | 0    | 0    | 21        | 0         |
| Atlético Madrid     | 2015–16             | La Liga             | 38       | 0        | 0            | 0            | —             | —             | 13      | 0       | —    | —    | 51        | 0         |
| Atlético Madrid     | 2016–17             | La Liga             | 30       | 0        | 0            | 0            | —             | —             | 11      | 0       | —    | —    | 41        | 0         |
| Atlético Madrid     | 2017–18             | La Liga             | 37       | 0        | 0            | 0            | —             | —             | 12      | 0       | —    | —    | 49        | 0         |
| Atlético Madrid     | 2018–19             | La Liga             | 37       | 0        | 0            | 0            | —             | —             | 8       | 0       | 1    | 0    | 46        | 0         |
| Atlético Madrid     | 2019–20             | La Liga             | 38       | 0        | 0            | 0            | —             | —             | 9       | 0       | 2    | 0    | 49        | 0         |
| Atlético Madrid     | 2020–21             | La Liga             | 38       | 0        | 0            | 0            | —             | —             | 8       | 0       | —    | —    | 46        | 0         |
| Atlético Madrid     | Tổng cộng           | Tổng cộng           | 229      | 0        | 6            | 0            | —             | —             | 65      | 0       | 3    | 0    | 303       | 0         |
| Tổng cộng sự nghiệp | Tổng cộng sự nghiệp | Tổng cộng sự nghiệp | 325      | 0        | 11           | 0            | 6             | 0             | 69      | 0       | 3    | 0    | 414       | 0         |

### Quốc tế
Tính đến ngày 26 tháng 3 năm 2024
| Đội tuyển quốc gia Slovenia | Đội tuyển quốc gia Slovenia | Đội tuyển quốc gia Slovenia |
| Năm                         | Trận                        | Bàn                         |
| --------------------------- | --------------------------- | --------------------------- |
| 2012                        | 1                           | 0                           |
| 2013                        | 2                           | 0                           |
| 2014                        | 1                           | 0                           |
| 2015                        | 2                           | 0                           |
| 2016                        | 6                           | 0                           |
| 2017                        | 6                           | 0                           |
| 2019                        | 10                          | 0                           |
| 2020                        | 5                           | 0                           |
| 2021                        | 11                          | 0                           |
| 2022                        | 10                          | 0                           |
| 2023                        | 8                           | 0                           |
| 2024                        | 2                           | 0                           |
| Tổng cộng                   | 64                          | 0                           |

## Danh hiệu

### Câu lạc bộ

#### Olimpija Ljubljana
- Slovenian Second League: 2008–09[5]

#### Benfica
- Primeira Liga: 2013–14[6]
- Taça de Portugal: 2013–14[6]
- Taça da Liga: 2013–14[6]

#### Atlético Madrid
- La Liga: 2020–21[7]
- Supercopa de España: 2014[8]
- UEFA Europa League: 2017–18
- UEFA Super Cup: 2018[9]
- UEFA Champions League: Á quân 2015–16[10]

### Cá nhân
- Primeira Liga LPFP Awards|Best Goalkeeper: 2013–14[11]
- La Liga Zamora Trophy: 2015–16,[12] 2016–17,[13] 2017–18,[14] 2018–19,[15] 2020–21[16]
- La Liga Team of the Season: 2015–16[17]
- UEFA Champions League Squad of the Season: 2015–16, 2016–17,[18] 2019–20[19]
- La Liga Best Goalkeeper: 2015–16[20]
- UEFA La Liga Team of the Season: 2015–16, 2016–17, 2017–18, 2018–19[21][22][23][24]
- UEFA Europa League Squad of the Season: 2017–18[25]
- Slovenian Footballer of the Year: 2015, 2016, 2017, 2018, 2020, 2021[26]
- Slovenian Youth Footballer of the Year: 2012, 2013[27]
- La Liga Player of the Month: May 2021[28]
- La Liga Player of the Season: 2020–21[29]
- ESM Team of the Year: 2020–21[30]